# Associazione Sportiva Ostia Mare Lido Calcio 1990-1991
Questa voce raccoglie le informazioni riguardanti l'Associazione Sportiva Ostia Mare Lido Calcio nelle competizioni ufficiali della stagione 1990-1991.

## Rosa
| N. |                   | Ruolo | Calciatore         |
| -- | ----------------- | ----- | ------------------ |
|    | Italia (bandiera) | C     | Carlo Angelini     |
|    | Italia (bandiera) | A     | Fabio Barboni      |
|    | Italia (bandiera) | A     | Daniele Boncori    |
|    | Italia (bandiera) | D     | Umberto Carmelino  |
|    | Italia (bandiera) | D     | Alessandro Caruso  |
|    | Italia (bandiera) | A     | Gianluca Cerilli   |
|    | Italia (bandiera) | P     | Fabio Conti        |
|    | Italia (bandiera) | A     | Angelo Crialesi    |
|    | Italia (bandiera) | A     | Marco D'Ambra      |
|    | Italia (bandiera) | C     | Paolo Da Re        |
|    | Italia (bandiera) | A     | Daniele De Angelis |
|    | Italia (bandiera) | D     | Marco De Marchis   |
|    | Italia (bandiera) | C     | Giuseppe De Maria  |

| N. |                   | Ruolo | Calciatore             |
| -- | ----------------- | ----- | ---------------------- |
|    | Italia (bandiera) | D     | Sandro Fabietti        |
|    | Italia (bandiera) | C     | Andrea Giannelli       |
|    | Italia (bandiera) | P     | Alberto Menotti        |
|    | Italia (bandiera) | D     | Marcello Merlini       |
|    | Italia (bandiera) | C     | Simone Montanaro       |
|    | Italia (bandiera) | D     | Mario Morosini         |
|    | Italia (bandiera) | D     | Daniele Morra          |
|    | Italia (bandiera) | C     | Elio Pecoraro          |
|    | Italia (bandiera) | C     | Massimiliano Pugliatti |
|    | Italia (bandiera) | P     | Alessandro Salafia     |
|    | Italia (bandiera) | C     | Claudio Scotti         |
|    | Italia (bandiera) | C     | Pierpaolo Tomassini    |
|    | Italia (bandiera) | D     | Giampaolo Turrini      |